# Centar (Bosnië en Herzegovina)
Centar is een gemeente in de Federatie van Bosnië en Herzegovina in Bosnië en Herzegovina in het kanton Sarajevo. Het is het nieuwe centrum van de stad Sarajevo.
Centar telt ruim 68.000 inwoners.
Federatie van Bosnië en Herzegovina:

Banovići · Bihać · Bosanska Krupa · Bosanski Petrovac · Bosansko Grahovo · Breza · Bugojno · Busovača · Bužim · Čapljina · Cazin · Čelić · Centar · Čitluk · Drvar · Doboj Istok · Doboj Jug · Dobretići · Domaljevac-Šamac · Donji Vakuf · Foča-Ustikolina · Fojnica · Glamoč · Goražde · Gornji Vakuf-Uskoplje · Gračanica · Gradačac · Grude · Hadžići · Ilidža · Ilijaš · Jablanica · Jajce · Kakanj · Kalesija · Kiseljak · Kladanj · Ključ · Konjic · Kreševo · Kupres · Livno · Ljubuški · Lukavac · Maglaj · Mostar · Neum · Novi Grad · Novo Sarajevo · Novi Travnik · Odžak · Olovo · Orašje · Pale-Prača · Posušje · Prozor-Rama · Ravno · Sanski Most · Sapna · Široki Brijeg · Srebrenik · Stari Grad · Stolac · Teočak · Tešanj · Tomislavgrad · Travnik · Trnovo · Tuzla · Usora · Vareš · Velika Kladuša · Visoko · Vitez · Vogošća · Zavidovići · Zenica · Žepče · Živinice

De hoofdstad Sarajevo bestaat uit de gemeenten Centar, Novi Grad, Novo Sarajevo en Stari Grad.
Servische Republiek:

Banja Luka · Berkovići · Bijeljina · Bileća · Bosanska Kostajnica · Brod · Bratunac · Čajniče · Čelinac · Derventa · Doboj · Donji Žabar · Foča · Gacko · Gradiška · Han Pijesak · Istočni Drvar · Istočna Ilidža · Istočni Mostar · Istočno Novo Sarajevo · Istočno Sarajevo · Istočni Stari Grad · Jezero · Kalinovik · Kneževo · Kozarska Dubica · Kotor Varoš · Krupa na Uni · Srpski Kupres · Laktaši · Ljubinje · Lopare · Milići · Modriča · Mrkonjić Grad · Nevesinje · Novi Grad · Osmaci · Oštra Luka · Pale · Pelagićevo · Petrovac · Petrovo · Prijedor · Prnjavor · Ribnik · Rogatica · Rudo · Šamac · Šekovići · Šipovo · Sokolac · Srbac · Srebrenica · Teslić · Trebinje · Trnovo · Ugljevik · Ustiprača · Višegrad · Vlasenica · Vukosavlje · Zvornik